# Paul Roberts
Paul Roberts, född 31 december 1959 i Chiswick i London, är en brittisk sångare som har medverkat i gruppen The Stranglers.